# Corel Presentations
Corel Presentations es un programa de aplicación (software) que se utiliza para crear dibujos en el formato WordPerfect Graphics (.wpg), que es el  formato nativo de vectores de Corel WordPerfect.  Como su nombre lo indica, también permite crear presentaciones multimedia tipo diapositivas (Con extensión .shw). Incluye un editor básico de archivos bitmap que permite hacer transparente el fondo para integrarlo más fácilmente con los Gráficos Vectoriales.  PowerPoint no tiene un editor equivalente.  Presentations soporta perfectamente el formato Windows Metafile (.wmf) como Gráficos Vectoriales.
Las imágenes combinadas resultantes se pueden exportar en diversos formatos de mapa de bits, como .gif y .jpg, entre otros, y también a .wmf. Asimismo puede almacenar las presentaciones en un programa ejecutable (.exe). Esta opción se llama presentación portátil, se  ejecuta en cualquier computadora sin necesidad de tener instalado Presentations y corre en todas las versiones de Windows:  Windows 95, 98, 2000, Me, XP, hasta Windows 11.  Con esta compresión la calidad de imagen se reduce, pero es perfectamente funcional.
La función TextArt 3D ofrece muchas opciones creativas, pero genera el texto dentro de un recuadro de fondo blanco que no se puede hacer transparente a menos que se convierta a bitmap.
La compatibilidad que ofrece con Microsoft PowerPoint es muy rudimentaria en la versión 12. Las últimas versiones ofrecen una mejor compatibilidad con Microsoft PowerPoint (al parecer aún está en etapa beta esta compatibilidad).
También se puede exportar las presentaciones al formato PDF, con un motor que se incluye dentro de la aplicación, esta aplicación forma parte de WordPerfect Office, junto con WordPerfect y Quattro Pro.
- Datos: Q1132534

Año de edición: 1856